# Gilberto Martínez
Gilberto Martínez Vidal (Golfito, 1979. október 1. –) Costa Rica-i válogatott labdarúgó.

## Fordítás
- Ez a szócikk részben vagy egészben  a   Gilberto Martínez című angol Wikipédia-szócikk fordításán alapul.  Az eredeti cikk szerkesztőit annak laptörténete sorolja fel. Ez a jelzés csupán a megfogalmazás eredetét és a szerzői jogokat jelzi, nem szolgál a cikkben szereplő információk forrásmegjelöléseként.